# Бели ап Рин
Бели ап Рин (валл. Beli ap Rhun; ок. 517 или 530 — ок. 599) — король Гвинеда с 580 года; возможно, сын Рина ап Майлгуна и его жены Первеуры, отец которой, Рин Риветваур, был сыном правителя Эбрука Эйниона ап Мора.
Бели получил престол Гвинеда после кончины Рина ап Майлгуна. Неизвестно, кем приходился ему Рин. Возможно, он был его сыном или сыном Эйниона ап Оуайна из Роса. Или же ещё одним сыном Майлгуна.
Очень немного информации осталось о деяниях этого короля. Очевидно, период его правления был временем относительного мира и стабильности.
Бели наследовал его сын Иаго ап Бели.